# 南アフリカの国歌
南アフリカ共和国の国歌は、神よ、アフリカに祝福を（コサ語・ズールー語: Nkosi Sikelel' iAfrika）と南アフリカの呼び声（アフリカーンス語: Die Stem van Suid-Afrika）の両曲をひとつに編曲したものである。1997年にネルソン・マンデラが大統領令として制定した。
コサ語・ズールー語・ソト語・アフリカーンス語・英語の5言語で歌われている。

## 構成
歌詞には、南アフリカの11の公用語のうち、最も広く話されているコサ語、ズールー語、セソト語、アフリカーンス語、英語の5つが使用されている。歌手の母国語に関係なく、歌詞はこれらの言語で歌われる。前半はムジリカジ・クマロが編曲し、後半はジャンヌ・ザイデル＝ルドルフが編曲し、最終詩も作曲した。曲はイタリアおよびフィリピンの国歌と同じく、途中で転調（ト長調からニ長調）する珍しい構成を持つ。

## 歴史

### 背景
1940年代後半から1990年代前半にかけて、南アフリカは アパルトヘイトとして知られる制度によって統治されていた。政治的、経済的に支配的な少数派アフリカーナーとその他の白人の利益のために黒人多数派を弾圧するこの制度は、白人至上主義に基づいた制度化された人種隔離と差別で広く非難を受けた。この時期は「南アフリカの呼び声」が同国の国歌として使われていた。1938年から1957年までは「国王陛下万歳」との共同国歌として、その後1994年までは単独の国歌として採用された。「南アフリカの呼び声」は8つのスタンザで構成され、オリジナルの4つはアフリカーンス語、4つは英語であった。通常、最初のスタンザが最も広く知られており、その後に最後のスタンザが歌われることもあった。
1990年代初頭にアパルトヘイトが終焉を迎えると、「南アフリカの呼び声」の将来も疑問視された。その後、反アパルトヘイト運動で使用されていたコサ語の歌「神よ、アフリカに祝福を」が同等の地位を持つ第二の国歌として採用された。
1994年、ネルソン・マンデラ大統領就任式では、国歌として採用された両曲が演奏された 。
1995年のラグビーワールドカップのために、モーネ・デュプレシは スプリングボクスに「神よ、アフリカに祝福を」の歌詞をすべて覚えるよう提案し、指導者のアン・ムニクによれば「彼らはとても快く受け入れた」という。

### 2つの国歌の統合
2つの国歌を持つことは、両方の国歌を演奏するのに5分もかかるため、面倒な取り決めであることが判明した。この状況を改善するため、1997年初めに南アフリカの2つの国歌が簡略化された形で統合され。新しい国歌は1997年2月の南アフリカ議会の開会式で演奏され、1997年10月10日の南アフリカ官報に掲載された。新しい国歌の起草中、南アフリカのネルソン・マンデラ大統領は1分48秒以内の長さにするよう要請した。これは参考とされた他国の国歌の平均的な長さであった。新しい英語の歌詞は、「南アフリカの呼び声」の最初のスタンザの最後の4行から転用され、アパルトヘイト後の南アフリカ社会における希望を反映するように変更された。
以前の2つの国歌から借用した歌詞は、より全ての集団に包括的なものに修正され、特定のグループへのあからさまな言及は省かれた。そのため、アパルトヘイト時代の国歌の最初のスタンザの、フォールトレッカーズの「グレート・トレック」に言及した部分は、「これは南アフリカ社会の一部分の経験でしかない」として、省略された。同様に、「神よ、アフリカに祝福を」で使用されていた「Woza Moya」という言葉も省略された。このフレーズは特にキリスト教に言及したものであるため、他の宗教を持つ南アフリカ人、特にイスラム教徒の南アフリカ人には受け入れられなかった。「南アフリカの呼び声」の英語バージョンはアフリカーンス語バージョンよりも目立たなかったため、ほとんど反対や論争を起こさずに変更することができた。そのため、新しい南アフリカ国歌の英語部分は、以前のバージョンから歌詞が変更されたものであった。

### 批判
近年、南アフリカ国歌は、アフリカーンス語の歌詞が元々アパルトヘイト時代に使用されていた国歌の一部であったことから批判にさらされており、経済的解放の闘士のような一部の人々は、この歌詞を削除するよう求めている。しかし、アパルトヘイト後の南アフリカ初の大統領であるネルソン・マンデラの意向により、アパルトヘイト後の南アフリカの未来のための和解的な措置としてこの一節が含まれていることを指摘し、これを擁護する者もいる。

## 「神よ、アフリカに祝福を」について
「神よ、アフリカに祝福を」は、元々、賛美歌として メソジスト学校の教師エノック・ソントンガによって作曲された。しかし、いつしか、アパルトヘイト下の黒人解放運動で盛んに歌われたため、「反逆歌」として、歌われるのが禁止された。
ザンビアの国歌・タンザニアの国歌や建国当時のジンバブエの国歌をはじめ、アフリカ各国で、国歌や賛美歌として、同じ旋律で歌われている。
また、映画「遠い夜明け」にも収録されている。

## 「南アフリカの呼び声」について
「南アフリカの呼び声」は、1957年から1994年までの南アフリカの国歌として、主にアフリカーンス語で歌われていた。1918年5月にCornelis Jacobus Langenhovenによってアフリカーンス語で作詞された。オリジナルは4節まである。
なお、前半部分のアフリカーンス語の歌詞（国土の美しさを称える内容）は従来どおりであるのに対し、後半部分の英語の歌詞は人種間融和の促進を願う内容に変更されており、曲自体も一部がカットされている。

## 歌詞
| 元曲                   | 言語             | 歌詞 | 日本語 |
| ---------------------- | ---------------- | --- | --- |
| 神よ、アフリカに祝福を | コサ語           | Nkosi sikelel' iAfrika Maluphakanyisw' uphondo lwayo,                                                                                                 | 主よ、アフリカに祝福を その栄光が高く掲げられんことを                                                         |
| 神よ、アフリカに祝福を | ズールー語       | Yizwa imithandazo yethu, Nkosi sikelela, thina lusapho lwayo.                                                                                         | 我らの祈りを聞き届け、 あなたの子である我らを祝福したまえ                                                     |
| 神よ、アフリカに祝福を | ソト語           | Morena boloka setjhaba sa heso, O fedise dintwa le matshwenyeho, O se boloke, O se boloke setjhaba sa heso, Setjhaba sa, South Afrika — South Afrika. | 主よ、我らの国を護りたまえ 御手によりすべての争いを鎮めたまえ 我らと我らの国を護りたまえ この南アフリカの国を |
| 南アフリカの呼び声     | アフリカーンス語 | Uit die blou van onse hemel, Uit die diepte van ons see, Oor ons ewige gebergtes, Waar die kranse antwoord gee,                                       | 我らの上なるこの青き空より 我らの海の深みより こだま渡る険しき永遠なる山々より                                |
| 南アフリカの呼び声     | 英語             | Sounds the call to come together, And united we shall stand, Let us live and strive for freedom In South Africa our land.                             | 「共に来たれ」と呼ばわる声あり 我らは共に立ち上がる 自由のために生き、いざ戦わん 我らの国、南アフリカで       |